# A Gambler's Honor
A Gambler's Honor é um filme mudo norte-americano de 1913, dirigido por Anthony O'Sullivan com roteiro de Harry Carey.

## Elenco
- Harry Carey
- Claire McDowell
- Henry B. Walthall
- Alfred Paget